# گری ویلز

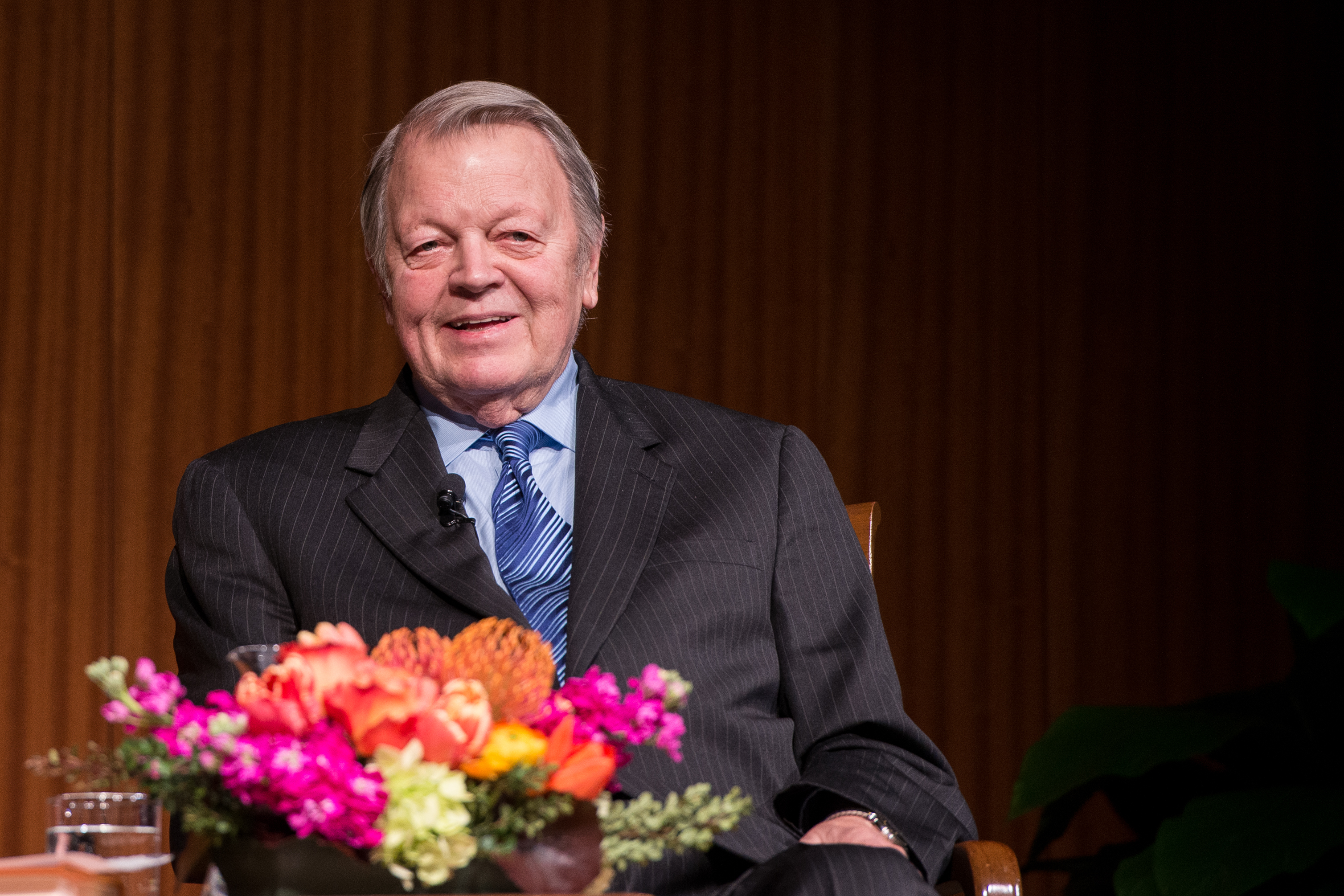
گری ویلز، استاد دانشگاه و ژورنالیست آمریکایی - ۲۰۱۵

گری ویلز (متولد ۲۲ مه ۱۹۳۴) استاد دانشگاه، نویسنده، روزنامه‌نگار و مورخ اهل آمریکا است. او در سال ۱۹۹۳ برنده جایزه پولیتزر غیر داستانی عمومی شد.
ویلز بیش از پنجاه کتاب تألیف کرده‌است و از سال ۱۹۷۳ بارها به عنوان داور در The New York Review of Books داوری کرده‌است. وی در سال ۱۹۸۰ به عضو هیئت علمی گروه تاریخ دانشگاه نورث وسترن درآمد، جایی که در حال حاضر استاد بازنشسته تاریخ است.

## سالهای اول زندگی
ویلز در ۲۲ مه ۱۹۳۴ در آتلانتا، به دنیا آمد. پدرش جک ویلز پروتستان و مادرش از یک خانواده کاتولیک ایرلندی بود. وی به عنوان کاتولیک پرورش یافت و در میشیگان و ویسکانسین بزرگ شد و در سال ۱۹۵۱ از دبیرستان Campion، یک مؤسسه یسوعی در Prairie du Chien، ویسکانسین فارغ‌التحصیل شد. او وارد انجمن عیسی شد و سپس از آن خارج شد.
ویلز فارغ‌التحصیل کارشناسی فلسفه از دانشگاه سنت لوئیس در سال ۱۹۵۷ و کارشناسی ارشد از دانشگاه خاویر در سال ۱۹۵۸ است. ویلیام اف باکلی جونیور وی را در سن ۲۳ سالگی به عنوان منتقد نمایش در مجله National Review استخدام کرد. وی در سال ۱۹۶۱ از دانشگاه ییل مدرک دکترای خود را در زمینه مطالعات کلاسیک دریافت کرد. وی از سال ۱۹۶۲ تا ۱۹۸۰ در دانشگاه جان هاپکینز تاریخ تدریس کرد.

## زندگی شخصی
ویلز از سال ۱۹۵۹ با ناتالی کاوالو ازدواج کرده‌است. او در اولین پرواز خود با هواپیما مهماندار هواپیما بود. آنها سه فرزند دارند: جان، گاری و لیدیا.
ویلز که یک کلاسیک آموزش دیده‌است، در یونان باستان و لاتین تبحر دارد. خانه او در اوانستون، ایلینوی، "پر از کتاب" است، یک اتاق تبدیل شده به ادبیات انگلیسی، دیگری شامل ادبیات لاتین و کتابهایی در مورد اندیشه سیاسی آمریکا، یک راهرو پر از کتاب‌های اقتصاد و دین، از جمله چهار قفسه در زمینه سنت آگوستین "و دیگری با قفسه‌هایی از ادبیات و فلسفه یونان.

## دین
ویلز خود را یک کاتولیک می‌داند و به استثنای یک دوره تردید درسالهای تحصیل علوم دینی، در طول زندگی خود کاتولیک بوده‌است. او بر شرکت در آیین عشای ربانی در مرکز کاتولیک دانشگاه نورث وسترن مداومت دارد. او تسبیحات رزاری را هر روز به جا می‌آورد و کتابی در زمینه رزاری نگاشته است. (The Rosary: Prayer Comes Around 2005) .
ویلز همچنین منتقد جنبه‌های فراوانی از تاریخ کلیسای کاتولیک و آموزه‌های اجتماعی کاتولیک از سالهای ۱۹۶۰ بوده است. او به طور خاص منتقد دکترین عصمت پاپ و آموزه‌های اجتماعی کلیسای کاتولیک در زمینه هم‌جنسگرایی، سقط جنین، پیشگیری از حاملگی، شیوه اجرای عشای ربانی و نیز واکنش کلیسا به رسوایی‌های جنسی در کلیسای کاتولیک بوده‌است. 

## آثار
- Chesterton: Man and Mask, Doubleday, 1961. شابک ‎۹۷۸−۰−۳۸۵−۵۰۲۹۰−۰
- Animals of the Bible (1962)
- Politics and Catholic Freedom (1964)
- Roman Culture: Weapons and the Man (1966), شابک ‎۰−۸۰۷۶−۰۳۶۷−۸
- The Second Civil War: Arming for Armageddon (1968)
- Jack Ruby (1968), شابک ‎۰−۳۰۶−۸۰۵۶۴−۲
- Nixon Agonistes: The Crisis of the Self-made Man (1970, 1979), شابک ‎۰−۴۵۱−۶۱۷۵۰−۹
- Bare Ruined Choirs: Doubt, Prophecy, and Radical Religion (1972), شابک ‎۰−۳۸۵−۰۸۹۷۰−۸
- Values Americans Live By (1973), شابک ‎۰−۴۰۵−۰۴۱۶۶−۷
- Inventing America: Jefferson's Declaration of Independence (1978), شابک ‎۰−۳۸۵−۰۸۹۷۶−۷
- Confessions of a Conservative (1979), شابک ‎۰−۳۸۵−۰۸۹۷۷−۵
- At Button's (1979), شابک ‎۰−۸۳۶۲−۶۱۰۸−۹
- Explaining America: The Federalist (1981), شابک ‎۰−۳۸۵−۱۴۶۸۹−۲
- The Kennedy Imprisonment: A Meditation on Power (1982), شابک ‎۰−۳۱۶−۹۴۳۸۵−۱
- Lead Time: A Journalist's Education (1983), شابک ‎۰−۳۸۵−۱۷۶۹۵−۳
- Cincinnatus: George Washington and the Enlightenment (1984), شابک ‎۰−۳۸۵−۱۷۵۶۲−۰
- Reagan's America: Innocents at Home (1987), شابک ‎۰−۳۸۵−۱۸۲۸۶−۴
- Under God: Religion and American Politics (1990), شابک ‎۰−۶۷۱−۶۵۷۰۵−۴
- Lincoln at Gettysburg: The Words That Remade America (1992), شابک ‎۰−۶۷۱−۷۶۹۵۶−۱
- Certain Trumpets: The Call of Leaders (1994), شابک ‎۰−۶۷۱−۶۵۷۰۲-X
- Witches and Jesuits: Shakespeare's Macbeth (1995), شابک ‎۰−۱۹−۵۰۸۸۷۹−۴
- John Wayne's America: The Politics of Celebrity (1997), شابک ‎۰−۶۸۴−۸۰۸۲۳−۴
- Saint Augustine (1999), شابک ‎۰−۶۷۰−۸۸۶۱۰−۶
- Saint Augustine's Childhood (2001), شابک ‎۰−۶۷۰−۰۳۰۰۱−۵
- Saint Augustine's Memory (2002), شابک ‎۰−۶۷۰−۰۳۱۲۷−۵
- Saint Augustine's Sin (2003), شابک ‎۰−۶۷۰−۰۳۲۴۱−۷
- Saint Augustine's Conversion (2004), شابک ‎۰−۶۷۰−۰۳۳۵۲−۹
- A Necessary Evil: A History of American Distrust of Government (1999), شابک ‎۰−۶۸۴−۸۴۴۸۹−۳
- Papal Sin: Structures of Deceit (2000), شابک ‎۰−۳۸۵−۴۹۴۱۰−۶
- Venice: Lion City: The Religion of Empire (2001), شابک ‎۰−۶۸۴−۸۷۱۹۰−۴
- Why I Am a Catholic (2002), شابک ‎۰−۶۱۸−۱۳۴۲۹−۸
- Mr. Jefferson's University (2002), شابک ‎۰−۷۹۲۲−۶۵۳۱−۹
- James Madison (2002), شابک ‎۰−۸۰۵۰−۶۹۰۵−۴
- Negro President: Jefferson and the Slave Power (2003), شابک ‎۰−۶۱۸−۳۴۳۹۸−۹
- Henry Adams and the Making of America (2005), شابک ‎۰−۶۱۸−۱۳۴۳۰−۱
- The Rosary: Prayer Comes Round (2005), شابک ‎۰−۶۷۰−۰۳۴۴۹−۵
- What Jesus Meant (2006), شابک ‎۰−۶۷۰−۰۳۴۹۶−۷
- What Paul Meant (2006), شابک ‎۰−۶۷۰−۰۳۷۹۳−۱
- Bush's Fringe Government (2006), شابک ‎۹۷۸−۱۵۹۰۱۷۲۱۰۰
- Head and Heart: American Christianities (2007), شابک ‎۹۷۸−۱−۵۹۴۲۰−۱۴۶−۲
- What the Gospels Meant (2008), شابک ‎۰−۶۷۰−۰۱۸۷۱−۶
- Bomb Power (2010), شابک ‎۹۷۸−۱−۵۹۴۲۰−۲۴۰−۷
- Outside Looking In: Adventures of an Observer (2010), شابک ‎۹۷۸−۰−۶۷۰−۰۲۲۱۴−۴
- Augustine's 'Confessions': A Biography (2011), شابک ‎۹۷۸−۰۶۹۱۱۴۳۵۷۶
- Verdi's Shakespeare: Men of the Theater (2011), شابک ‎۹۷۸−۰۶۷۰۰۲۳۰۴۲
- Rome and Rhetoric: Shakespeare's Julius Caesar (2011), شابک ‎۹۷۸−۰۳۰۰۱۵۲۱۸۰
- Font of Life: Ambrose, Augustine, and the Mystery of Baptism (2012), شابک ‎۹۷۸−۰۱۹۹۷۶۸۵۱۶
- Why Priests? (2013), شابک ‎۹۷۸−۰۶۷۰۰۲۴۸۷۲

Making Make-Believe Real: Politics as Theater in Shakespeare's Time (2014) شابک ‎۹۷۸−۰−۳۰۰−۱۹۷۵۳−۲
- The Future of the Catholic Church with Pope Francis (March 2015), شابک ‎۹۷۸−۰۵۲۵۴۲۶۹۶۷
- What The Qur'an Meant and Why It Matters (2017), شابک ‎۹۷۸−۱−۱۰۱−۹۸۱۰۲−۳